# Paweł Rybak
Paweł Rybak (ur. 8 stycznia 1967 w Stalowej Woli) – polski piłkarz, występujący na pozycji obrońcy lub pomocnika, trener piłkarski.

## Kariera
Na początku 1986 roku przeszedł z LZS Wola Rzeczycka do Stali Stalowa Wola. W klubie tym grał do 2003 roku. W jego barwach trzykrotnie wywalczył awans do I ligi, a na najwyższym poziomie rozgrywkowym zagrał w 87 meczach, zdobywając cztery gole. Na początku 2004 roku został odsunięty od pierwszego zespołu Stali, wskutek czego przeszedł do Sokoła Nisko. W latach 2004–2006 był zawodnikiem Unii Nowa Sarzyna. Karierę kończył w Sokole Nisko w 2006 roku.
Po zakończeniu kariery piłkarskiej pracował jako kierowca. W latach 2007–2009 był trenerem LZS Turbia. Następnie trenował juniorów Stali Stalowa Wola. W roku 2016 pełnił funkcję trenera OKS Mokrzyszów.

## Statystyki ligowe
| Sezon         | Klub              | Liga     | Mecze | Gole |
| ------------- | ----------------- | -------- | ----- | ---- |
| 1985/1986 (w) | Stal Stalowa Wola | II liga  | ?     | ?    |
| 1986/1987     | Stal Stalowa Wola | II liga  | ?     | ?    |
| 1987/1988     | Stal Stalowa Wola | I liga   | 1     | 0    |
| 1988/1989     | Stal Stalowa Wola | II liga  | ?     | ?    |
| 1989/1990     | Stal Stalowa Wola | II liga  | 26    | 0    |
| 1990/1991     | Stal Stalowa Wola | II liga  | 33    | 0    |
| 1991/1992     | Stal Stalowa Wola | I liga   | 29    | 0    |
| 1992/1993     | Stal Stalowa Wola | II liga  | 27    | 0    |
| 1993/1994     | Stal Stalowa Wola | I liga   | 30    | 1    |
| 1994/1995     | Stal Stalowa Wola | I liga   | 27    | 3    |
| 1995/1996     | Stal Stalowa Wola | II liga  | 31    | 0    |
| 1996/1997     | Stal Stalowa Wola | II liga  | 31    | 0    |
| 1997/1998     | Stal Stalowa Wola | II liga  | 24    | 0    |
| 1998/1999     | Stal Stalowa Wola | II liga  | 28    | 1    |
| 1999/2000     | Stal Stalowa Wola | II liga  | 44    | 0    |
| 2000/2001     | Stal Stalowa Wola | II liga  | 32    | 0    |
| 2001/2002     | Stal Stalowa Wola | III liga | ?     | ?    |
| 2002/2003     | Stal Stalowa Wola | II liga  | 30    | 0    |
| 2003/2004 (j) | Stal Stalowa Wola | III liga | ?     | ?    |
| 2003/2004 (w) | Sokół Nisko       | IV liga  | ?     | ?    |
| 2004/2005     | Unia Nowa Sarzyna | IV liga  | ?     | ?    |
| 2005/2006     | Unia Nowa Sarzyna | IV liga  | ?     | ?    |
| 2006/2007     | Sokół Nisko       | IV liga  | ?     | ?    |